# Serrat de les Bancalades
El Serrat de les Bancalades és un serrat del municipi de Castell de Mur, al Pallars Jussà, dins del terme antic de Mur. Pertany a l'entorn del poble del Meüll.
Està situat al nord del Meüll, a llevant de la Serra del Castell i al sud del Serrat de Purredó. Està delimitat al nord per la llau de les Bancalades i a migdia pel Vedat de Batllevell, de l'Hort del Romeral i de la Costa del Rei.